# Evgueni Morgounov
Pour les articles homonymes, voir Morgounov.
Evgueni Aleksandrovitch Morgounov (en russe : Евге́ний Алекса́ндрович Моргуно́в) est un acteur soviétique, né le 27 avril 1927 à Moscou et décédé le 25 juin 1999 dans cette ville. Il s'est fait connaître avec les rôles dans les comédies, notamment celles de Leonid Gaïdaï.

## Biographie
Evgueni Morgounov a grandi dans une famille monoparentale, car son père, Alexandre Semionovitch Morgounov, avait refait sa vie ailleurs. Le garçon se passionnait pour le football et pour le cinéma. À l'âge de quatorze ans, il a commencé à travailler à l'usine de fabrication de matériel d'usinage Frezer, reconvertie à cette époque en usine de fabrication d'obus. Il participait également à des spectacles amateurs. Morgounov se distinguait par ses démarches osées. En 1943, il a adressé une lettre à Staline, en demandant de l'aider à réaliser son rêve de devenir comédien ; il y précisait vouloir marcher dans les pas de Stanislavski et Nemirovitch-Dantchenko. À la suite de cela, une lettre du Kremlin fut adressée au directeur de son usine, avec la recommandation d'envoyer l'ouvrier Morgounov au théâtre Taïrov, en tant qu'acteur. Il a ensuite fait ses études à l'Institut national de la cinématographie dans la classe de maître de Sergueï Guerassimov. Diplômé en 1948, il intègre la troupe du Théâtre national d'acteur de cinéma où il reste jusqu'en 1951. Puis, il devient acteur du théâtre Maly en 1951-1953 pour de nouveau revenir au Théâtre national d'acteur de cinéma.
Sa carrière au cinéma commence avec le rôle du traître Stakhovitch dans l'adaptation du roman d'Alexandre Fadeïev La Jeune Garde de Sergueï Guerassimov en 1948. Il a joué ensuite dans plusieurs films, sans jamais se faire remarquer vraiment. Le succès lui vint avec les comédies de Gaïdaï, où il a formé le trio mythique avec Youri Nikouline et Gueorgui Vitsine,. Morgounov a incarné le personnage de Byvaly - le truand sans gêne, usant volontiers de sa force, dont la corpulence engendre toute sorte de situations comiques. Après la sortie du film, l'acteur jouissait de la popularité d'un héros national. Les gens étaient si contents de le voir en vrai, qu'on lui faisait cadeau de ses achats au marché et les chauffeurs de taxi l'emmenaient gratuitement. Il a joué Byvaly pour la dernière fois dans La Comédie des jours depuis longtemps révolus (ru) en 1980. Contrairement à ses deux collègues, Morgounov dut accepter des rôles moins importants par la suite. Il est tout de même distingué comme Artiste émérite de la RSFSR en 1978,. Au pic de sa popularité, Morgounov s'est essayé comme réalisateur, avec l'adaptation de la nouvelle de Mikhaïl Cholokhov À propos de Koltchak, de l'ortie et du reste (en russe : О Колчаке, крапиве и прочем) sortie en 1963 sous le titre Quand les cosaques pleurent (ru), mais il n'a plus renouvelé cette expérience. On peut noter sa prestation dans Les Trois Gros en 1966 et La Porte Pokrovski en 1982.
Morgounov avait un goût prononcé pour les canulars. Il pouvait, par exemple, retirer le câble de rappel des perches d'un trolleybus et le donner à tenir à un passant intercepté qui, dans la foulée, le prenait pour le conducteur. Il s’éclipsait ensuite et observait la situation. Ou bien, il abordait un inconnu, en arborant un air de membre de KGB, en lui faisant entrevoir sa carte d'acteur juste assez pour qu'elle passe pour un vrai document et en l'invitant à le suivre, puis, un peu plus loin il échangeait quelques politesses avec sa victime toujours perplexe avant de la relâcher. Il lui arrivait parfois d'être blessant. Ainsi, à la fin du tournage de La Prisonnière du Caucase ou les Nouvelles Aventures de Chourik ses remarques acerbes ont jeté un froid entre lui et Gaïdaï lors du visionnage des séquences prises dans la journée. Ils ne se sont réconciliés que vingt-sept ans plus tard.
L'acteur souffrait du diabète sucré. Malgré plusieurs alertes, il négligeait sa santé, ne suivait pas de régime, abusait fréquemment de l'alcool et fumait. Les dernières années, ses jambes le faisaient beaucoup souffrir, alors qu'il devait se déplacer beaucoup, participant aux concerts-rencontres avec les spectateurs, pour gagner sa vie. Il montait sur scène dans des chaussures découpées sur la longueur, pour que ses pieds gonflés entrent dedans. Il a frôlé l'amputation à plusieurs reprises. Après deux infarctus du myocarde et un accident vasculaire cérébral, il est mort à la clinique centrale de Moscou des suites d'un deuxième AVC, le 25 juin 1999.
Evgueni Morgounov est inhumé au cimetière de Kountsevo à Moscou auprès de son fils Nikolaï, mort dans un accident de la route un an plus tôt.

## Filmographie partielle

### Acteur
- 1948 : La Jeune Garde (Молодая гвардия) de Sergueï Guerassimov : Evgueni Stakhovitch, traitre
- 1951 : L'Inoubliable 1919 (Незабываемый 1919 год) de Mikhaïl Tchiaoureli : anarchiste
- 1955 :  La Mère (Мать) de Marc Donskoï
- 1955 : Othello (Отелло) de Sergueï Ioutkevitch
- 1956 : Pavel Kortchaguine (Павел Корчагин) d'Alexandre Alov et Vladimir Naoumov : passager dans le train (non crédité)
- 1959 : Annouchka (ru) (Аннушка) de Boris Barnet, assisté par Gueorgui Natanson
- 1959 : Le Destin d’un homme (Судьба человека) de Sergueï Bondartchouk
- 1959 : Les Nuits blanches (Белые ночи) d'Ivan Pyriev
- 1961 : Les Voiles écarlates (Алые паруса) d'Alexandre Ptouchko
- 1961 : Absolument sérieusement (Совершенно серьёзно), film à sketches d'Eldar Riazanov, Leonid Gaïdaï, Naoum Trakhtenberg, Edouard Emoïro et Vladimir Semakov
- 1961 : Le Chien Barbosse et le Cross inhabituel (ru) (Пес Барбос и необычный кросс) de Leonid Gaïdaï (court-métrage)
- 1961 : Les Fabricants de gnôle (ru) (Самогонщики) de Leonid Gaïdaï : l'expérimenté (court-métrage)
- 1964 : Adieu, les gosses ! de Mikhaïl Kalik : homme à la plage
- 1965 : Opération « Y » et autres aventures de Chourik (Операция «Ы» и другие приключения Шурика) de Leonid Gaïdaï
- 1966 : La Prisonnière du Caucase ou les Nouvelles Aventures de Chourik (Кавказская пленница или Новые приключения Шурика) de Leonid Gaïdaï
- 1966 : Les Trois Gros (Три толстяка) d'Alexeï Batalov et Iossif Chapiro (ru)
- 1982 : La Porte Pokrovski (Покровские ворота) de Mikhaïl Kozakov (téléfilm)

### Réalisateur
- 1963 : Quand les cosaques pleurent court métrage (en russe : Когда казаки плачут)